# Epiorchio
L'epiorchio, per analogia all'epicardio, è lo strato più intimo della sierosa che avvolge l'organo; nel caso particolare si tratta del foglietto viscerale della tonaca vaginale che riveste la porzione anteriore e laterale del testicolo. È formata da un epitelio pavimentoso semplice (mesotelio), che aderisce alla tonaca albuginea tramite una sottile lamina propria connettivale.